# هربرت ويلد بلونديل
هربرت جوزيف ويلد بلونديل (1852 – 5 فبراير 1935) كان رحالة إنجليزيًا في إفريقيا، وعالم آثار وفاعل خير ويمارس رياضة الإبحار. اختصر لقبه من ويلد بلونديل إلى ويلد في عام 1924.

## حياته حتى عام 1922
تلقى هربرت جوزيف ويلد تعليمه في كلية ستونيهرست. سافر إلى بلاد فارس عام 1891، ثم أمضى حوالي عقد من الزمن بين 1894 و1905 في شمال وشرق إفريقيا. كان مراسلًا لجريدة مورننج بوست خلال حرب البوير الثانية. تضمنت بعثاته:
- 1891-1892: برسبوليس، مع لورينزو جيونتيني، حيث قاموا بعمل قوالب للنقوش.[4]
- 1894-1895: ليبيا وقورينا، حيث أنشأ سجلًا فوتوغرافيًا.[5][6]
- 1898: بعثة إلى الحبشة مع اللورد لوڤات وريجينالد كوتليتز.[7][8]
- 1904-1905: حول أديس أبابا.[8]
- 1922: بعثة ويلد بلونديل، حيث اكتشف منشور ويلد-بلونديل الذي يوجد الآن في متحف آشموليان.[9]

في عامي 1921-1922، قدم مجموعة ويلد بلونديل إلى جامعة أكسفورد.

## منذ عام 1923
قام بدعم بعثة عام 1923 إلى اليمن، وأيضًا دعم بعثة المتحف الميداني وجامعة أكسفورد المشتركة إلى بلاد ما بين النهرين (كيش).
في عام 1923، تزوج من ثيودورا مكلارين موريسون، التي توفيت في عام 1928. وفي نفس العام، ورث قلعة لولوورث من ابن عمه، ريجينالد جوزيف ويلد بلونديل. وفي عام 1928، بعد وفاة شقيق ريجينالد، همفري، ورث بقية ممتلكات لولوورث التابعة لعائلة ويلد-بلونديل.
في عام 1923، بدأ حملته ضد استخدام الجيش لتل بيندون كميدان للرماية، وهو ما كان بداية الصراع الطويل الذي تركز حول مصير تاينهام وأجزاء أخرى من ممتلكات لولوورث. منذ عام 1924، امتلك يختًا كبيرًا يُدعى إس/واي لولوورث. وكان هذا اليخت من أبرز القوارب السباقية في ذلك الوقت، حيث تنافس 28 مرة في عام 1925، واحتل دائمًا أحد المراكز الثلاثة الأولى.
في عام 1929، كانت نية ويلد بيع إرثين عائليين، زبور لوتريل وكتاب بيدفورد للساعات في سوذبيز، قد واجهت مشكلة قانونية. قبل ثلاثة أيام فقط من موعد المزاد، اكتشف محامو المتحف البريطاني أن هذه المخطوطات المزخرفة الشهيرة وجميع الموروثات في قلعة لولوورث كانت على ما يبدو ملكًا للسيدة ماري أنجيلا نويس، زوجة الشاعر ألفريد نويس، والتي كانت في السابق متزوجة من وريث عائلة ويلد بلونديل، ريتشارد شيربورن ويلد-بلونديل، الذي قُتل في عام 1916. لجأ ويلد إلى المحكمة، لكن تم رفض استئنافه قبل ساعات قليلة من البيع. اشترى المتحف البريطاني المخطوطات من السيدة نويس بتمويل من جون بيربونت مورغان. في 1929، تعرضت قلعة لولوورث لحريق كبير ودُمرت بعض الموروثات المتنازع عليها. بعد وفاته، انتقلت ممتلكات لولوورث إلى ابن عمه جوزيف ويليام ويلد، الذي أصبح لاحقًا لورد لفتنانت في دورست.

## أعماله
السجل الملكي لأبسينيا 1769-1840، مع الترجمة والملاحظات (1922)